# Tineke Lagerberg
Catharina Bernadetta Jacoba Lagerberg, més coneguda com a Tineke Lagerberg   (Bussum, 30 de gener de 1941) és una nedadora neerlandesa ja retirada, especialista en papallona i estil lliure, que va competir durant la dècada de 1950.
El 1960 va prendre part en els Jocs Olímpics d'Estiu de Roma, on disputà dues proves del programa de natació. En els 400 metres lliures guanyà la medalla de bronze, en finalitzar rere l'estatunidenca Chris von Saltza i la sueca Jane Cederqvist, mentre en els 4x100 metres estils fou quarta.
En el seu palmarès també destaquen dues medalla d'or, en els 100 metres papallona i 4x100 metres lliures, al Campionat d'Europa de natació de 1958. Guanyà dos campionats nacionals, el 1959 en els 100 papallona i el 1960 en els 400 metres lliures, i va establir diversos rècords mundials.